# Liste der Biografien/Mcp
Liste der Biografien |
Portal Biografien |
Personensuche
# |
A |
B |
C |
D |
E |
F |
G |
H |
I |
J |
K |
L |
M |
N |
O |
P |
Q |
R |
S |
T |
U |
V |
W |
X |
Y |
Z |
?
 
Ma |
Mb |
Mc |
Md |
Me |
Mf |
Mg |
Mh |
Mi |
Mj |
Mk |
Ml |
Mm |
Mn |
Mo |
Mp |
Mq |
Mr |
Ms |
Mt |
Mu |
Mv |
Mw |
Mx |
My |
Mz
 
Mca |
Mcb |
Mcc |
Mcd |
Mce |
Mcf |
Mcg |
Mch |
Mci |
Mcj |
Mck |
Mcl |
Mcm |
Mcn |
Mco |
Mcp |
Mcq |
Mcr |
Mcs |
Mct |
Mcu |
Mcv |
Mcw
Die Liste der Biografien führt alle Personen auf, die in der deutschsprachigen Wikipedia einen Artikel haben. Dieses ist eine Teilliste mit 76 Einträgen von Personen, deren Namen mit den Buchstaben „Mcp“ beginnt.

## Mcp

### Mcpa
- McPake, James (* 1984), schottischer Fußballspieler und -trainer
- McPake, Josh (* 2001), schottischer Fußballspieler
- McParland, Mike (* 1958), kanadischer Eishockeyspieler und -trainer
- McParland, Peter (1934–2025), nordirischer Fußballspieler
- McPartland, David (* 1980), australischer Radrennfahrer
- McPartland, Jimmy (1907–1991), US-amerikanischer Jazz-Musiker und Kornettist
- McPartland, Marian (1918–2013), US-amerikanische Jazzpianistin und Journalistin
- McPartland, Michael Bernard (1939–2017), britischer römisch-katholischer Priester
- McPartland, Richard (1905–1957), US-amerikanischer Jazzmusiker
- McPartlin, Anna (* 1972), irische Schriftstellerin
- McPartlin, Anthony (* 1975), britischer Fernsehmoderator
- McPartlin, Ryan (* 1975), US-amerikanischer Schauspieler und ComedianRyan McPartlin (* 1975)

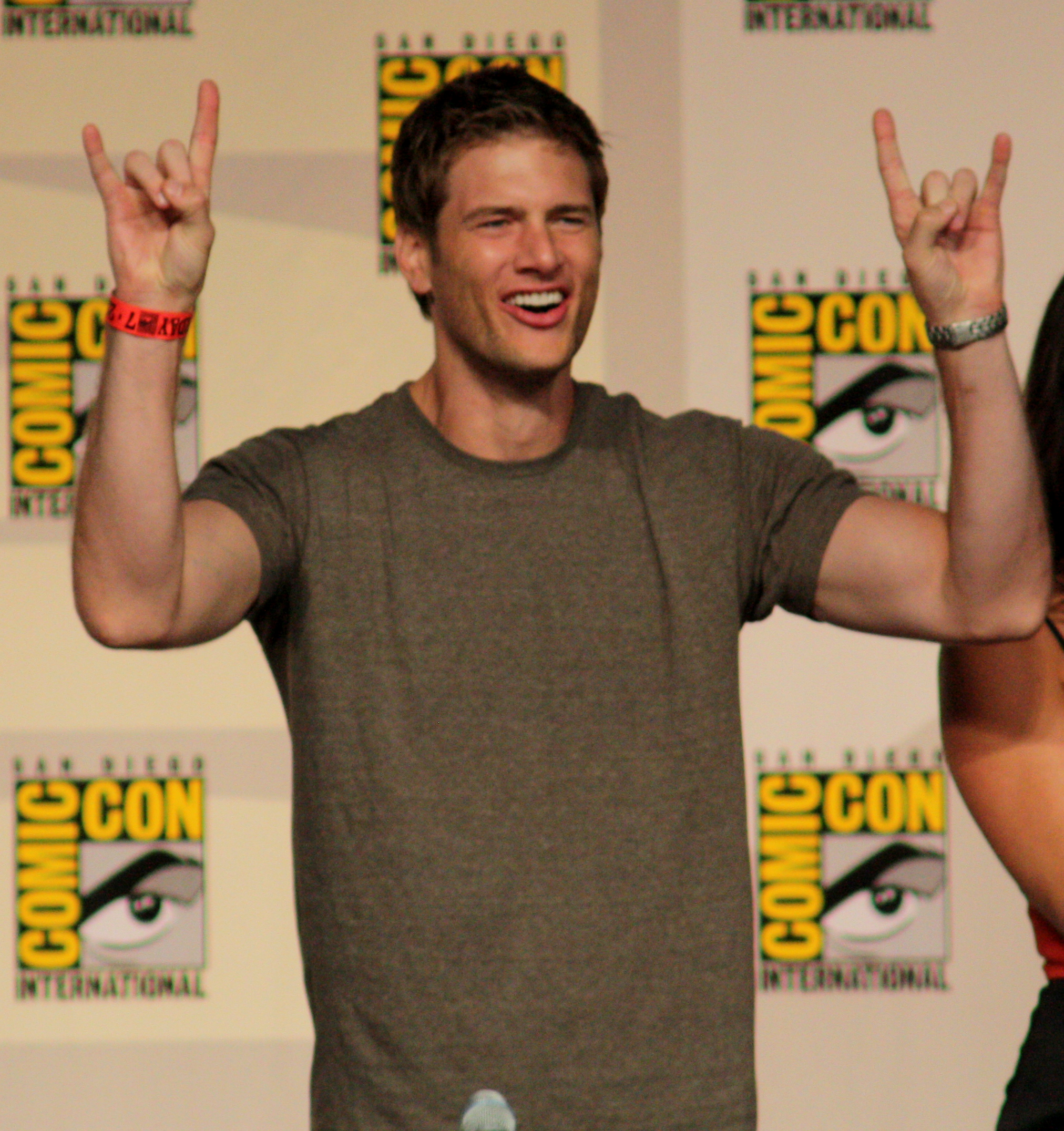
Ryan McPartlin (* 1975)

### Mcpe
- McPeak, Holly (* 1969), US-amerikanische Beachvolleyballspielerin
- McPeak, Merrill (* 1936), US-amerikanischer General der United States Air Force
- McPeak, Sandy (1936–1997), US-amerikanischer Schauspieler

### Mcph
- McPhail, Donald Sutherland (1931–2022), kanadischer Diplomat
- McPhail, Jimmy (1928–1998), US-amerikanischer R&B- und Jazzmusiker
- McPhail, John (1923–2000), schottischer Fußballspieler und Journalist
- McPhail, Larry (* 1968), US-amerikanischer Fußballspieler
- McPhail, Lindsay (1895–1965), US-amerikanischer Songwriter und Jazzmusiker
- McPhail, Marnie (* 1966), amerikanisch-kanadische Schauspielerin, Synchronsprecherin und Sängerin
- McPhail, Rick (* 1970), US-amerikanischer MusikerRick McPhail (* 1970)

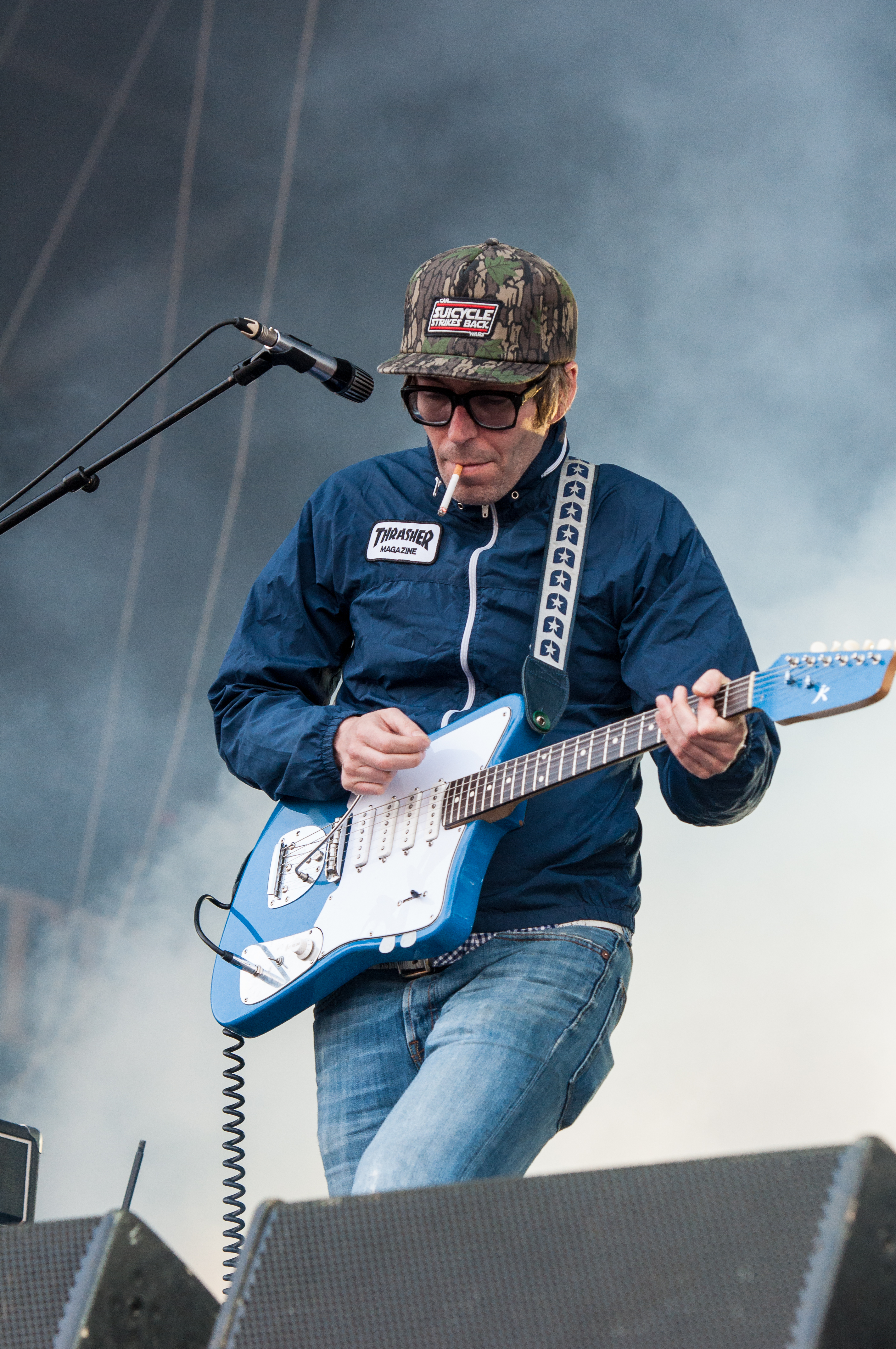
Rick McPhail (* 1970)

- McPhatter, Clyde (1932–1972), US-amerikanischer R&B-Sänger
- McPhee, Angus (1914–1997), schottischer Art-Brut-Künstler
- McPhee, Colin (1900–1964), kanadischer Komponist
- McPhee, Duncan (1892–1950), britischer Mittel- und Langstreckenläufer
- McPhee, George (* 1958), kanadischer Eishockeyspieler und -funktionär
- McPhee, Howard (1916–1940), kanadischer Sprinter
- McPhee, Joe (* 1939), US-amerikanischer Jazzmusiker
- McPhee, John (1878–1952), australischer Politiker
- McPhee, John (* 1931), US-amerikanischer Schriftsteller
- McPhee, John (* 1994), britischer Motorradrennfahrer
- McPhee, Katharine (* 1984), US-amerikanische Popsängerin und SchauspielerinKatharine McPhee (* 1984)

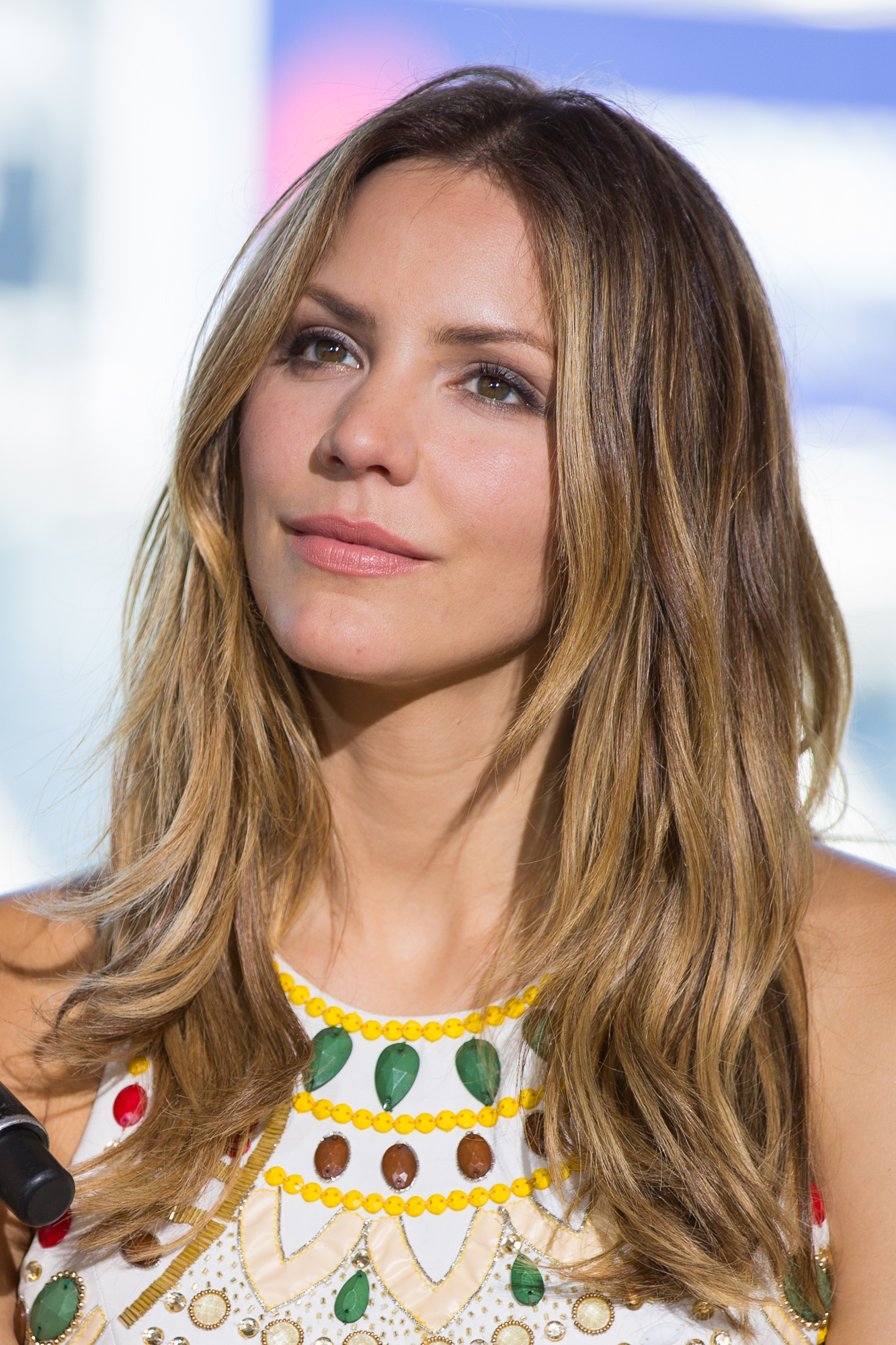
Katharine McPhee (* 1984)

- McPhee, Kaylah (* 1998), australische Tennisspielerin
- McPhee, Mike (* 1960), kanadischer Eishockeyspieler
- McPhee, Peter (* 1948), australischer Historiker
- McPhee, Tony (1944–2023), britischer Blues-Gitarrist und Sänger
- McPherson, Andrew (* 1979), kanadischer Eishockeyspieler und -trainer
- McPherson, Archie (1910–1969), schottischer Fußballspieler und -trainer
- McPherson, Bryan (* 1978), US-amerikanischer Singer-Songwriter
- McPherson, Burchell Alexander (* 1951), jamaikanischer Geistlicher, römisch-katholischer Bischof von Montego Bay
- McPherson, Charles (* 1939), US-amerikanischer Jazzmusiker (Altsaxophon, Tenorsaxophon, Flöte)
- McPherson, Conor (* 1971), irischer Dramatiker, Regisseur, Drehbuchautor und Schriftsteller
- McPherson, Dave (* 1964), schottischer Fußballspieler
- McPherson, David (* 1960), britischer Springreiter
- McPherson, Donald (1945–2001), kanadischer Eiskunstläufer
- McPherson, Edward (1830–1895), US-amerikanischer Politiker
- McPherson, Eric (* 1970), amerikanischer Jazzmusiker (Schlagzeug)
- McPherson, Evan (* 1999), US-amerikanischer American-Football-Spieler
- McPherson, Graham (* 1961), englischer Sänger, Songwriter, Schauspieler und ehemaliger Radio-DJGraham McPherson (* 1961)

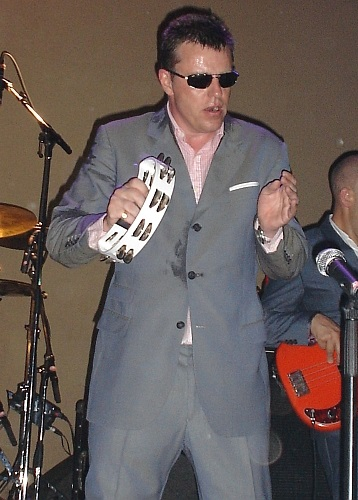
Graham McPherson (* 1961)

- McPherson, Harry (1929–2012), US-amerikanischer Präsidentenberater und Rechtsanwalt
- McPherson, Ian (1920–1983), schottischer Fußballspieler
- McPherson, Inika (* 1986), US-amerikanische Sportlerin
- McPherson, Isaac V. (1868–1931), US-amerikanischer Politiker
- McPherson, Jack (1854–1934), schottischer Fußballspieler
- McPherson, James (1891–1960), schottischer Fußballtrainer
- McPherson, James Alan (1943–2016), US-amerikanischer Schriftsteller
- McPherson, James B. (1828–1864), General der US-Armee
- McPherson, James E. (* 1953), US-amerikanischer Konteradmiral und Regierungsbeamter
- McPherson, James M. (* 1936), US-amerikanischer Historiker des Amerikanischen Bürgerkriegs
- McPherson, John (1868–1926), schottischer Fußballspieler
- McPherson, John (1941–2007), US-amerikanischer Kameramann
- McPherson, John R. (1833–1897), US-amerikanischer Politiker
- McPherson, Lisa (1959–1995), US-amerikanisches Mitglied von Scientology
- McPherson, Narissa (* 2006), guyanische Sprinterin
- McPherson, Paige (* 1990), US-amerikanische Taekwondoin
- McPherson, Patricia (* 1954), US-amerikanische Schauspielerin und FotomodellPatricia McPherson (* 1954)

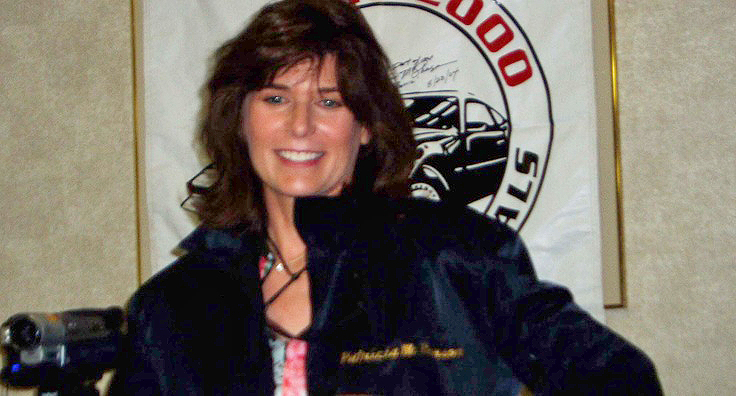
Patricia McPherson (* 1954)

- McPherson, Ralph (* 1958), US-amerikanischer Basketballspieler
- McPherson, Smith (1848–1915), US-amerikanischer Jurist und Politiker
- McPherson, Stephenie Ann (* 1988), jamaikanische Sprinterin
- McPherson, Tara (* 1976), US-amerikanische Malerin und Illustratorin
- McPhie, Heather (* 1984), US-amerikanische Freestyle-Skisportlerin
- McPhillips, Cian (* 2002), irischer Mittelstreckenläufer
- McPhillips, Jack (1910–2004), australischer Gewerkschafter, Parteivorsitzender der Communist Party of Australia
- McPhillips, Paul (* 1971), schottischer Snookerspieler
- McPhun, Margaret (1876–1960), schottische Frauenrechtlerin